# 아다치 쓰바사
아다치 쓰바사(일본어: 足立 翼, 2000년 9월 6일~)는 일본의 축구 선수이다.

## 구단 경력
그는 J1리그의 감바 오사카에 입단했다. 2017년부터 2018년까지 J3리그의 감바 오사카 U-23에서 뛰었다. 2019년부터 2022년까지 간사이 대학에서 활동하였다.